# 구영회
구영회(Younghoe Koo)는 미국 내셔널 풋볼 리그(NFL) 애틀랜타 팰컨스 소속의 한국계 미국인 미식 축구 선수이다.

## 생애
구영회는 대한민국 서울에서 출생해, 초등학교 6학년 때 미국으로 이민을 갔다. 2017년 로스앤젤레스 차저스에 입단했지만 방출됐으며, 이후 2019년 애틀랜타 레전즈와 뉴잉글랜드 패트리어츠를 거쳐, 애틀랜타 팰컨스에 정착하였다. 2023년 11월, 필드골 성공률 90%를 달성하여 NFL 역대 필드골 성공률 1위의 키커가 되었다.